# World War Z (jeu vidéo, 2019)
Pour les articles homonymes, voir World War Z (homonymie).
World War Z est un jeu vidéo de tir à la troisième personne édité par Focus Home Interactive et développé par Saber Interactive. Le jeu est sorti le 16 avril 2019 sur Xbox One, PlayStation 4 et Microsoft Windows.
Inspiré du roman du même nom de Max Brooks, le jeu plonge le joueur dans un monde infesté d'une horde de zombies. 

## Système de jeu
World War Z propose initialement quatre zones de jeu :  New York, Jérusalem, Moscou et Tokyo ; puis dans des versions ultérieures Marseille, Rome, Kamtchatka et Phoenix[réf. souhaitée].